# Tines de la Pedrera
Tines de la Pedrera és una obra del municipi del Pont de Vilomara i Rocafort (Bages) protegida com a bé cultural d'interès local.

## Descripció
La construcció se situa al marge esquerre del camí abans d'arribar a l'ermita de Santa Clara del Palou, al costat d'una antiga pedrera.
Consisteix en una única tina actualment pràcticament inexistent. Només en resta dempeus un curt tram del mur que en constituïa el dipòsit i alguns cairons. La resta ha anat desapareixent progressivament com a conseqüència dels treballs que es duien a terme a la pedrera.